# مرکز بین‌المللی حل و فصل اختلافات سرمایه‌گذاری

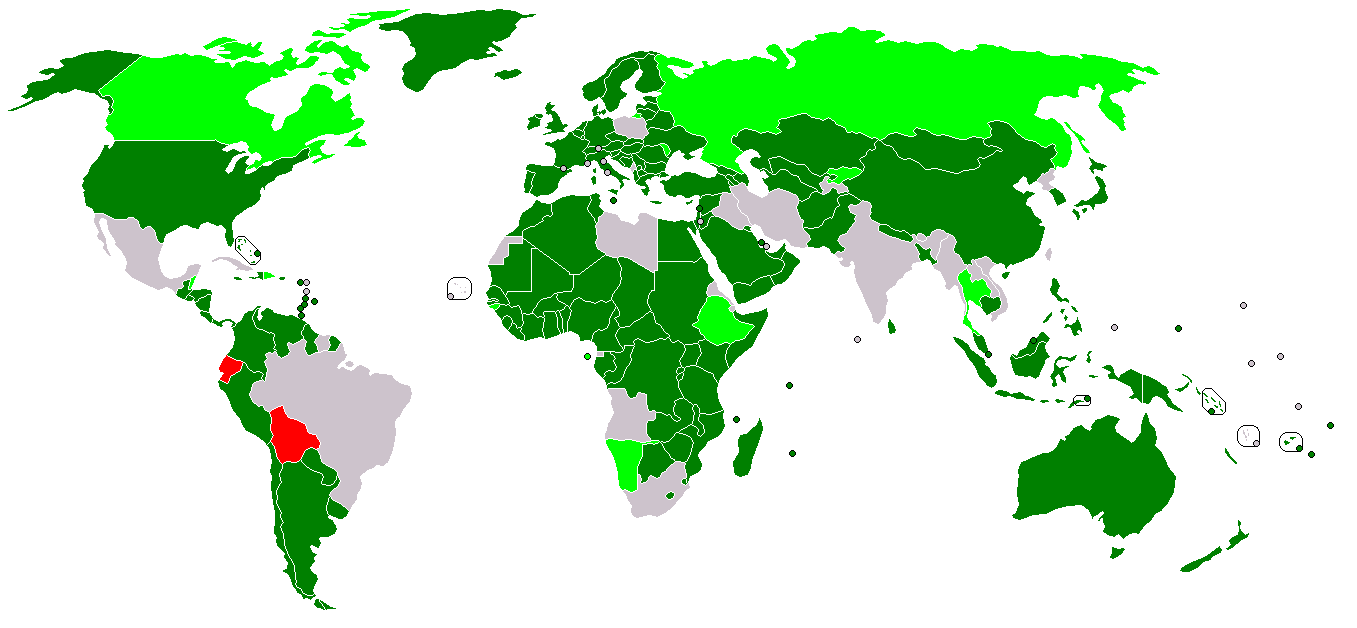
کشورهای عضو
کشورهایی که عضویت آنها معوق است
اعضای سابق

مرکز بین‌المللی حل و فصل اختلافات سرمایه‌گذاری (به انگلیسی: International Centre for Settlement of Investment Disputes یا ICSID) در سال ۱۹۶۶ توسط گروه بانک جهانی در واشینگتن دی. سی. با هدف ارتقاء روند سرمایه‌گذاری در سطح جهان تأسیس شد.
این مرکز در زمان جورج دیوید وودز، چهارمین رئیس بانک جهانی تأسیس شد که تضمینی برای سرمایه گذاران خصوصی ارائه شد.
۱۴۳ کشور سازمان ملل به همراه کوزوو عضو ICSID هستند.
عضویت کشورهای بلیز، کانادا، جمهوری دومینیکن، اتیوپی، گینه بیسائو، قرقیزستان، نامیبیا، روسیه، سائوتومه و پرینسیپ، تایلند معوق است و بولیوی، اکوادور نیز از اعضای سابق هستند.
کشورهای آندورا، آنگولا، آنتیگوا و باربودا، بوتان (کشور)، برزیل، جزایر کوک، کوبا، جیبوتی، دومینیکا، گینه استوایی، اریتره، هند، ایران، عراق، کیریباتی، لائوس، لیختن‌اشتاین، لیبی، مالدیو، جزایر مارشال، مکزیک، موناکو، مونته‌نگرو، میانمار، نائورو، نیووی، کره شمالی، پالائو، لهستان، سن مارینو، آفریقای جنوبی، سورینام، تاجیکستان، تووالو، وانواتو، واتیکان، ویتنام عضویتی در ICSID ندارند.